# Irã nos Jogos Olímpicos de Inverno de 2022
Irã participou dos Jogos Olímpicos de Inverno de 2022, realizados em Pequim, na China.
Foi a 12.ª aparição do país em Olimpíadas de Inverno. Foi representado por três atletas: Atefeh Ahmadi e Hossein Saveh-Shemshaki, no esqui alpino, e Danial Saveh Shemshaki, no esqui cross-country.
Em 10 de fevereiro, Hossein Saveh-Shemshaki se tornou o primeiro atleta com teste positivo para doping nos Jogos de Pequim 2022.

## Competidores
Esta foi a participação por modalidade nesta edição:
| Esporte             | Masculino | Feminino | Total |
| ------------------- | --------- | -------- | ----- |
| Esqui alpino        | 1         | 1        | 2     |
| Esqui cross-country | 1         | 0        | 1     |
| Total               | 2         | 1        | 3     |

## Desempenho

### Esqui alpino
Masculino
| Atleta                  | Evento | Descida 1 | Descida 1 | Descida 2 | Descida 2 | Total | Total | Total | Ref.  |
| Atleta                  | Evento | Tempo     | Pos.      | Tempo     | Pos.      | Tempo | Dif.  | Pos.  | Ref.  |
| ----------------------- | ------ | --------- | --------- | --------- | --------- | ----- | ----- | ----- | ----- |
| Hossein Saveh-Shemshaki | Slalom | DSQ       | DSQ       | DSQ       | DSQ       | DSQ   | DSQ   | DSQ   | [ 3 ] |

Feminino
| Atleta        | Evento | Descida 1 | Descida 1 | Descida 2 | Descida 2 | Total | Total | Total | Ref.  |
| Atleta        | Evento | Tempo     | Pos.      | Tempo     | Pos.      | Tempo | Dif.  | Pos.  | Ref.  |
| ------------- | ------ | --------- | --------- | --------- | --------- | ----- | ----- | ----- | ----- |
| Atefeh Ahmadi | Slalom | 1:11.88   | 57        | DNF       | DNF       | DNF   | DNF   | DNF   | [ 5 ] |

### Esqui cross-country
Masculino
| Atleta                 | Evento         | Final   | Final   | Final | Ref.  |
| Atleta                 | Evento         | Tempo   | Dif.    | Pos.  | Ref.  |
| ---------------------- | -------------- | ------- | ------- | ----- | ----- |
| Danial Saveh Shemshaki | 15 km clássico | 47:26.0 | +9:31.2 | 84    | [ 6 ] |

Legenda
| Recorde mundial      | Recorde mundial (World record)               |                       | Recorde africano                      | Recorde africano (African) |                                           | Q | Classificado por posição (Qualified) |
| Recorde olímpico     | Recorde olímpico (Olympic record)            | Recorde da América    | Recorde da América (Americas)         | q                          | Classificado por melhor tempo (Qualified) |   |                                      |
| Melhor marca do ano  | Melhor marca do ano (World leading)          | Recorde asiático      | Recorde asiático (Asian)              | DNS                        | Não largou (Did not start)                |   |                                      |
| Recorde nacional     | Recorde nacional (National record)           | Recorde europeu       | Recorde europeu (European)            | DNF                        | Não terminou (Did not finish)             |   |                                      |
| Recorde pessoal      | Recorde pessoal do atleta (Personal best)    | Recorde da Oceania    | Recorde da Oceania (Oceania)          | DSQ / DQ                   | Desclassificado (Disqualified)            |   |                                      |
| Recorde da temporada | Recorde da temporada do atleta (Season best) | Recorde sul-americano | Recorde sul-americano (South America) | NM                         | Sem marca (No mark)                       |   |                                      |